# Lesa maestà in Thailandia
Il crimine di lesa maestà in Thailandia è regolato dalla sezione 112 del codice penale. È illegale diffamare, ingiuriare o minacciare il re, la regina, gli eredi o un eventuale reggente.
La legge, che è una delle più severe al mondo in materia, prevede pene fino a 15 anni di reclusione – cumulabili in caso di infrazioni multiple – per chi insulta, offende o anche solo critica la monarchia. Si applica inoltre non solo al sovrano corrente ma anche a quelli passati.

## Storia
L'offesa al sovrano era punita già nell'età feudale, ma è nel 1900 che fu promulgata la prima legge contro la lesa maestà per proteggere la reputazione del re. Nel 1908 fu estesa alla regina consorte, all'erede legittimo e all'eventuale reggente. All'epoca la pena massima applicabile era l'incarcerazione per 7 anni.
La rivoluzione siamese del 1932 non portò sostanziali cambiamenti alla legge sulla lesa maestà, tuttavia venne introdotta una clausola di esclusione in caso di "buona fede". All'epoca era ancora consentito parlare liberamente del sovrano.
Il 1º gennaio 1957 venne introdotto un nuovo codice penale, nel quale ai già esistenti reati di minaccia e diffamazione del sovrano fu aggiunta l'ingiuria. La lesa maestà fu inoltre convertita da reato contro il monarca a reato contro la sicurezza nazionale, rimuovendo la possibilità di esprimere opinioni che potessero essere considerate offensive nei confronti della monarchia. Durante questo periodo il dittatore Sarit Thanarat utilizzò il reato di lesa maestà per fare incriminare i suoi avversari politici.
Il 21 ottobre 1976, due settimane dopo il massacro dell'Università Thammasat e il colpo di Stato dell'ammiraglio Sangad Chaloryu, la legge sulla lesa maestà fu inasprita portando la pena massima da 7 a 15 anni per ogni capo di imputazione. Ciò ha reso la Thailandia l'unica monarchia costituzionale oltre all'Impero giapponese ad avere inasprito le proprie leggi sulla lesa maestà durante il XX secolo.
Negli anni successivi l'interpretazione della legge è diventata via via più restrittiva, al punto da considerare illegale qualunque critica nei confronti del re.

## Applicazione attuale della legge e uso come arma politica
Fino al colpo di Stato del 2006 vi erano circa 5 nuovi casi di lesa maestà all'anno ed erano per lo più politici o funzionari d'alto rango. A partire dal 2007 però i casi sono aumentati a più di 400 all'anno e hanno cominciato ad essere incriminate anche persone comuni. In quel periodo, l'uso della legge come arma politica aumentò considerevolmente e molti politici e accademici furono incriminati o costretti all'esilio. Lo stesso primo ministro Thaksin Shinawatra, deposto durante il colpo di Stato, nonché il movimento Alleanza Popolare per la Democrazia furono accusati di lesa maestà.
Durante il mandato del primo ministro Yingluck Shinawatra, dal 2011 al 2014, il numero di arresti per lesa maestà continuò. Fu inoltre introdotta una nuova legge per dare più potere alle forze dell'ordine nel ricercare e perseguire offese contro la monarchia su Internet e sui telefoni cellulari. Dopo il colpo di Stato del 2014, la giunta militare del Consiglio nazionale per la pace e per l'ordine stabilì che le imputazioni per lesa maestà dovessero essere giudicate da tribunali militari, i quali imponevano pene più severe rispetto ai tribunali civili.
Dopo la morte del re Bhumibol Adulyadej nel 2016 e l'ascesa al trono del figlio Vajiralongkorn l'applicazione della legge si ridusse. Durante le proteste del 2020-2021 contro la giunta militare filo-monarchica, tuttavia, il governo del primo ministro Prayut Chan-o-cha riprese ad utilizzare la lesa maestà come arma politica contro gli oppositori.
Le elezioni parlamentari in Thailandia del 2023 furono vinte dal partito progressista Move Forward, che ottenne la maggioranza relativa dei seggi parlamentari. Nel programma del partito vi è la riduzione del potere dei militari nella politica nazionale, una riforma della sezione 112 del codice penale sulla lesa maestà e un maggiore controllo sulle finanze della casa reale. Nonostante i tentativi di Move Forward di costituire una coalizione con altri partiti anti-militari, non è però riuscito a raggiungere la maggioranza assoluta necessaria per formare un governo, in quanto gran parte dei 250 senatori nominati direttamente dalla giunta militare non gli ha dato il suo appoggio. Il nuovo governo del primo ministro Srettha Thavisin, sostenuto dai partiti che fanno capo ai militari, non ha in programma cambiamenti delle leggi sulla lesa maestà. La Corte costituzionale della Thailandia ha inoltre stabilito che il progetto di riforma della legge sulla lesa maestà di Move Forward è incostituzionale e deve essere abbandonato.
Nel 2023 Vacharaesorn Vivacharawongse, figlio del re Vajiralongkorn ma non in linea di successione al trono, ha comunque dichiarato che non dovrebbe essere un tabù discutere di un ammorbidimento della legge sulla lesa maestà.

## Abusi dell'applicazione della legge
La legge è stata ampiamente utilizzata dalle élite militari filo-monarchiche per reprimere opposizioni politiche, silenziare voci sgradite e mantenere il controllo sul governo del Paese.
Sono stati ad esempio perseguiti per lesa maestà i parlamentari progressisti Thanathorn Juangroongruangkit e Rukchanok Srinork, dopo che avevano sollevato dei dubbi sul modo in cui era stata gestita la campagna vaccinale contro il COVID-19 in Thailandia da parte del governo di Prayut Chan-o-cha, il quale aveva acquistato la maggior parte delle dosi di vaccino da un'azienda di proprietà del re Vajiralongkorn.
Spesso la legge è applicata selettivamente per colpire elementi sgraditi. Ad esempio, nel 2016 un attivista dissidente è stato arrestato con l'accusa di lesa maestà per avere condiviso sui social network una biografia non autorizzata del re Vajiralongkorn realizzata dalla BBC. È stato l'unico ad essere arrestato, nonostante quella biografia fosse stata condivisa da più di 2600 persone.
Le autorità hanno anche stabilito che non solo la pubblicazione, ma addirittura la sola visualizzazione di materiale critico verso la monarchia sui social network può costituire una violazione della legge sulla lesa maestà.